# Chorisoneura vivida
Chorisoneura vivida es una especie de cucaracha del género Chorisoneura, familia Ectobiidae. Fue descrita científicamente por Rocha e Silva & Gurney en 1962.
Habita en Brasil.